# Daniel Bolívar
Daniel Fernando Bolívar Díaz, noto semplicemente come Daniel Bolívar (Medellín, 2 novembre 1987), è un giocatore di calcio a 5 colombiano.

## Carriera
Bolívar ha disputato la Coppa del Mondo 2016 conclusa dalla nazionale colombiana agli ottavi di finale. 

## Palmarès
- Campionato colombiano: 1
Real Antioquia: 2016 (I)